# Jesper Bank
Jesper Bank, född den 6 april 1957 i Fredericia, är en dansk seglare.
Han tog OS-guld i soling i samband med de olympiska seglingstävlingarna 2000 i Sydney.